# Мовчазна пацієнтка
«Мовчазна пацієнтка» — психологічний трилер, перший роман британсько-кіпрського письменника Алекса Майклідіса. Вперше був опублікований видавництвом Celadon Books, підрозділом Macmillan Publishers, 5 лютого 2019 року. В Україні права на переклад та друк твору належать видавництву Vivat.
Натхненням для написання стала грецька трагедія Евріпіда «Алкеста», а на структуру оповіді вплинули твори Агати Крісті. 

## Сюжет

### Історія Алісії Беренсон
Головна героїня, Алісія Беренсон, — успішна художниця, яка, на перший погляд, має ідеальне життя: живе у розкішному будинку в Лондоні з люблячим чоловіком Ґебріелом, який є відомим фотографом. Втім їхня історія кохання закінчується раптово. Одного дня поліція знаходить чоловіка мертвим: в його обличчя поцілило п’ять куль. У кімнаті поруч із його тілом стоїть Алісія, яка тримає в руках рушницю. Відтоді жінка не промовляє жодного слова.
Мовчання Алісії перетворює її на загадкову фігуру в суспільстві: всі обговорюють її випадок, вона стає сенсацією в медіа. Однак вона продовжує мовчати, навіть коли її засуджують за вбивство й відправляють у психіатричну лікарню «Гроу».
Єдине, що вона залишає світові — це картина під назвою «Алкеста».

### Психотерапевт Тео Фабер
Через декілька років після вбивства Ґебріела психотерапевт Тео Фабер влаштовується в «Гроу», щоб розкрити загадку мовчання Алісії Беренсон.  Він сприймає цю справу як професійний виклик. Чоловіка не просто цікавить її мовчання — він стає одержимий художницею, адже вірить, що зможе допомогти їй.
Під час роботи в клініці він поступово розкриває складний внутрішній світ жінки. Вона згодом починає малювати, але зберігає мовчання. Тео намагається зрозуміти пацієнтку, спілкуючись з її родичами, друзями, колегами та сусідами. Він дізнається про її дитинство: Алісія виросла в токсичному середовищі з батьком, який одного разу сказав, що хотів би, щоб вона померла замість її матері.
Алісія дає Тео свій щоденник, у якому детально описує події перед убивством. У записах вона згадує, що її переслідував невідомий чоловік. Жінка відчувала, що за нею хтось стежить, але Ґебріел не вірив їй, вважаючи це вигадкою. 
Щоденник різко обривається, коли незнайомець проникає в будинок.

### Розв'язка
Читачу відкривається приголомшлива правда: саме психотерапевт був тим «невідомим чоловіком», який переслідував Алісію.
Раніше Тео дізнався, що його дружина Кеті йому зраджує. Бажаючи помсти він вистежив її коханця, який виявився Ґебріелом. Тео, охоплений гнівом і ревнощами, вирішив помститися йому. Він проник у дім подружжя тієї ночі, зв'язав їх, змусивши чоловіка обрати: або помре він, або його дружина. Той обрав зберегти своє життя. 
Тео пішов з будинку, але перед тим вистрілив у стелю, налякавши цим Ґебріела.  Художниця, яку вже другий чоловік у житті вирішив «засудити її на смерть», у гніві сама застрелила чоловіка. 
Тому Алісія вирішила мовчати: вона боялася Тео, не могла розповісти правду, бо ніхто б їй не повірив. Зрештою, після того, як психотерапевт прочитав щоденник, вона повертає його собі й додає запис про те, хто саме був у її домі тієї ночі.
Тео розуміє, що його може бути викрито. Він колить Беренсон препарат, через який жінка впадає в кому. Але її щоденник, який є ключовим доказом його провини, він знайти не може. Записи знаходить поліція, і Тео розуміє, що тепер його життя теж буде зруйноване. 

## Нагороди
Роман отримав нагороду Goodreads Choice Award 2019 у категорії «Містика та трилер», а також номінувався на цій же премії на «Найкращий дебютний роман за думкою читачів».
Після виходу книга дебютувала в списку бестселерів The New York Times під першим номером.

## Відгуки
Irish Independent похвалив книжку за сюжет, персонажів і стиль, написавши про неї: «достатньо яскрава, щоб виправдати її проковтнути за один день... текст гострий і простий, як скальпель, стиль стриманий і лаконічний, не переповнений сторонніми деталями».
The Washington Post водночас похвалив та розкритикував цю історію за свіжість сюжету, але й зазначив, що повсюди спливають банальні сцени.
У Kirkus Reviews роман розкритикували, назвавши «дилетантським», адже начитані люди зрозуміють фінал ледь не з початку.